# Karel Kroupa (calciatore 1980)
Karel Kroupa (Brno, 27 aprile 1980) è un ex calciatore ceco, di ruolo attaccante.

## Biografia
Figlio d'arte, anche suo padre è stato un calciatore professionista.